# PC Building Simulator
PC Building Simulator (ピーシー・ビルディング・シミュレーター) は、自作PCシミュレータである。 2018年3月にSteamの早期アクセス版としてリリースされ、2019年1月には正式版がリリースされた。2022年10月12日には続編のPC Building Simulator 2がEpic Games Storeにてリリースされた。

## 内容およびモード

### キャリアモード
キャリアモードでは、叔父から受け継いだPCショップを運営していく。 最初はウイルススキャンや壊れた部品の交換などの簡単な内容の作業だけだが、レベルが上がっていくに従って最少・推奨スペックのPCを組んだり、CPUやグラフィックボードなどのアップグレードを決められた日数内でこなしていくことになる。
また、レベルが上がっていくに従って新しいパーツがアンロックされ、顧客が指定したスペック、3Dベンチの数値にしていくことができる。

#### 組み立て
顧客が指定したゲームのスペックや要望、指定した予算 (日本円で4万ないし5万以内等) に見合うマシンを一から組み上げていく。パーツを組み込んだあとで正しく配線し、架空のOmega OSをインストールする。場合によっては3DMarkを実行して顧客が望んでいる性能になっているかを確かめなければならない。
一部架空のメーカもあるが、AMD、Cooler Master、Corsair、EVGA、Gigabyteなどの実在するメーカーともライセンス提携しており、実在するPCケース、マザーボード、グラフィックスボード、HDD、RAM、電源が使える。

### チュートリアルモード
自作PC初心者のための、分かり易いPCの組み立て手順のチュートリアル。

### フリービルドモード
最初から全てのパーツがアンロックされた状態で、パーツ予算などの制約を気にかけることなくプレーヤーの好きなように組むことが出来る。

## 開発とリリース

### アルファ版および早期アクセス版
プレアルファ版は50万回以上ダウンロードされた。
2018年3月27日（日本では28日）にはSteamの早期アクセス版としてリリースされ、同年4月19日には日本語を含む複数言語がサポートされた。

### 正式版
2019年1月30日には正式版がリリースされた。

### コンシューマ版
2019年8月14日にはPS4、Xbox One、Nintendo Switch版がリリースされた（2022年6月現在日本でプレイ可能なのはXbox One版のみ）。

### 今後のアップデート予定
ケーブル管理、オリジナルケースの製作、RAIDやより多くのベンチマーク項目などが今後のアップデートで追加される予定である。